# 5708 Melancholia
5708 Melancholia è un asteroide della fascia principale. Scoperto nel 1977, presenta un'orbita caratterizzata da un semiasse maggiore pari a 2,1793417 UA e da un'eccentricità di 0,2109946, inclinata di 3,24106° rispetto all'eclittica.